# Alfa Romeo P3

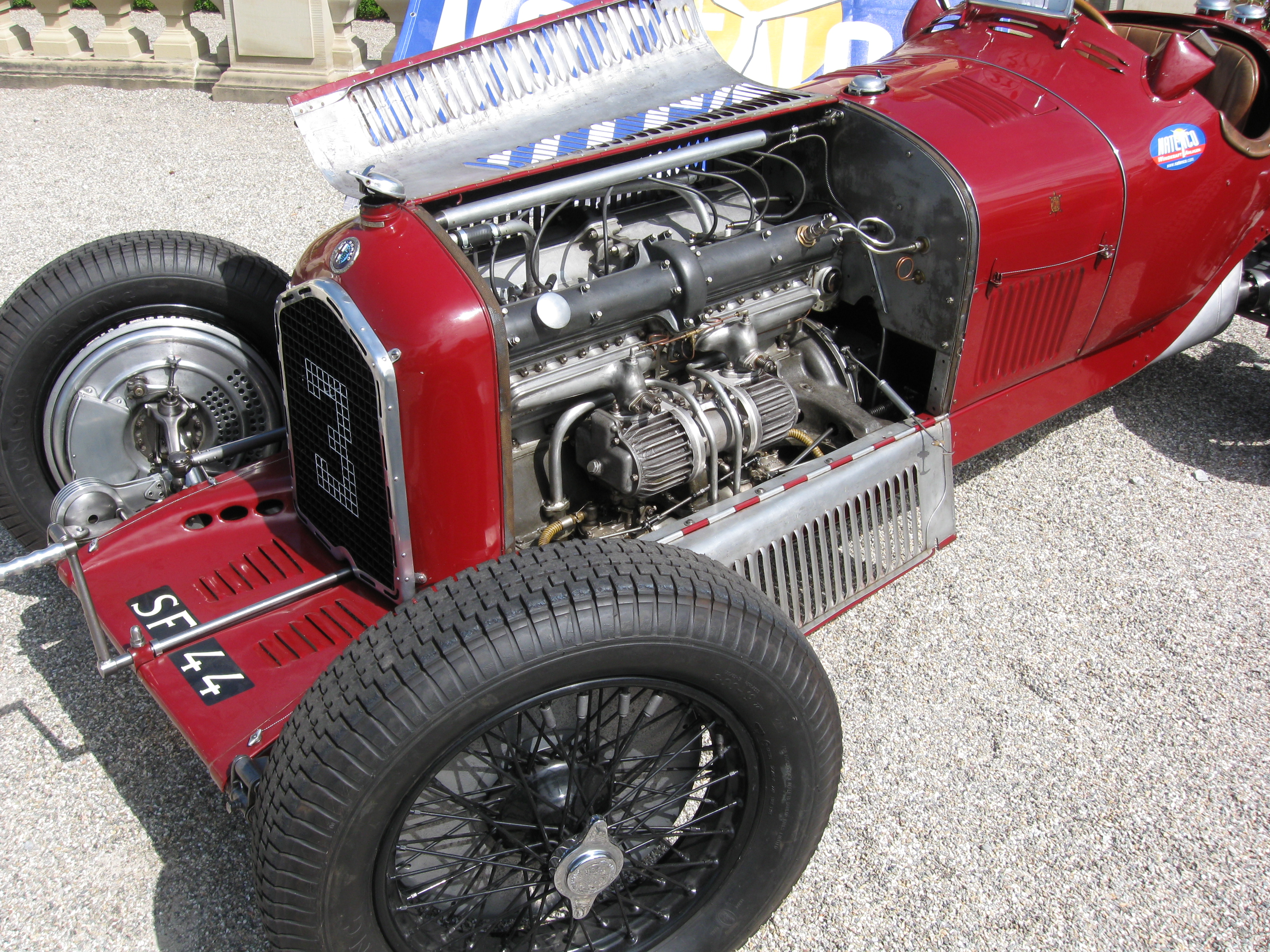
Motorisation de la P3.

L'Alfa Romeo P3, également dénommée Alfa Romeo Tipo B, est une automobile sportive de la première moitié des années 1930 développée par le constructeur automobile italien Alfa Romeo. En 1931, elle succède à la Tipo A et descend en droite ligne de sa glorieuse prédécesseur, la P2.

## Historique
L'Alfa Romeo P3 débute à la mi-saison 1932 par une victoire au Grand Prix d'Italie. En juillet, elle signe deux triplés aux Grands Prix de l'ACF et d'Allemagne pilotée dans les deux cas par Tazio Nuvolari, Baconin Borzacchini et Rudolf Caracciola ; ces trois pilotes terminent aux premières places d'un championnat d'Europe des pilotes remporté par Nuvolari.
En 1933, de graves difficultés financières poussent Alfa Romeo à « sous-traiter » son secteur compétition à Ferrari qui aligne d'anciens modèles Monza. Ce n'est qu'à partir du mois d'août qu'Enzo Ferrari reçoit des P3. La Scuderia remporte alors les six épreuves auxquelles elle participe (Coppa Acerbo, Grands Prix d'Italie, du Comminges, de Marseille, de Tchécoslovaquie et d'Espagne).
En 1934 arrive la Formule 750 kg, la P3 n'en pesant que 680 kg jusqu'alors. Le moteur 8 cylindres passe à 2 900 cm3. Guy Moll et Louis Chiron obtiennent un beau doublé pour le Grand Prix de Monaco, puis la Scuderia Ferrari accapare les quatre premières places du Grand Prix d'Alessandria. En mai, c'est un nouveau triplé des P3 lors du Grand Prix de Tripoli. Chiron l'emporte à Casablanca avant que le duo Moll-Varzi signe un doublé à l'Avusrennen.
Las, les bolides du Troisième Reich entrent en piste et Manfred von Brauchitsch (Mercedes) remporte l'Eifelrennen devant Hans Stuck (Auto Union). Le Grand Prix de Penya Rhin, où les Flèches d'Argent sont absentes, offre un nouveau triplé aux pilotes d'Enzo Ferrari et une déroute mécanique des Allemandes à Montlhéry donne le même résultat. Les problèmes sont réglés et Stuck remporte le Grand Prix d'Allemagne devant Fagioli (Mercedes). En Suisse, c'est un doublé pour les Auto Union, puis Caracciola/Fagioli se partage la victoire à Monza et signent un doublé à Lasarte. Pour autant, les P3 ont remporté 18 des 35 courses européennes.
En 1935, le championnat d'Europe des pilotes est ressuscité et seul un exploit de Nuvolari au Nürburgring – sur une P3 « gonflée » à 3,2 L – empêche un carton plein des bolides germaniques. Les P3 remportent encore 18 succès mais de moindre importance. L'Alfa Romeo P3 gagne son droit à la retraite et laisse le soin à sa suivante (l'Alfa Romeo 8C-35, dite Tipo C) de tenter de damer le pion aux Mercedes et Auto Union pour la saison 1936. Elle continuera toutefois sa carrière aux mains de pilotes privées en 1936 (Raymond Sommer, Clemente Biondetti…) et en 1937-1938 (Kenneth Evans). En 1939 et 1940, puis en 1946 et 1947, une P3 est par ailleurs alignée aux 500 Miles d'Indianapolis.

## Titres de l'Alfa Romeo P3/Tipo B
- Championnat d'Europe des pilotes 1932 (Tazio Nuvolari[1], sur Tipo B, deuxième Baconin Borzacchini et troisième Rudolf Caracciola, mêmes voitures);
- Championnat d'Europe de la montagne des Voitures de course 1932 (avec Rudolf Caracciola, sur Alfa Romeo Monza, et Tipo B au Gaisberg et au Klausen);
- Championnat d'Europe de la montagne des Voitures de course 1933 (avec Carlo Felice Trossi, sur Alfa Romeo 8C 2600, et Tipo B au Monte Ceneri).